# Pita
Pita eller pitabrød er et rundt fladbrød af hvede med gær. Pita er det græske ord for tærte . Pitabrød kommer fra, og er meget brugt i det Græske køkken og ellers i middelshavsregionen.
Brødet har traditionelt været brugt til at dyppe i hummus og lignende sovse, samt til at servere madretter som falafel og kebab i. De fleste pitabrød bliver bagt i meget varm ovn, til de blæser sig op. Når pitabrødet bliver taget ud af ovnen, falder det sammen igen, men man kan åbne en lomme i brødet, som man kan lægge falafel, lammekød, salat, tomat, ost, skinke, hummus eller lignende i.